# 704
| 704                |
| ------------------ |
| Dødsfald - Fødsler |
|                    |

| Gregoriansk kalender | 704 DCCIV               |
| Ab urbe condita      | 1457                    |
| Armensk kalender     | 153 ԹՎ ՃԾԳ              |
| Kinesiske kalender   | 3400 – 3401 癸卯 – 甲辰 |
| Etiopisk kalender    | 696 – 697               |
| Jødisk kalender      | 4464 – 4465             |
| Hindukalendere       |                         |
| - Vikram Samvat      | 759 – 760               |
| - Shaka Samvat       | 626 – 627               |
| - Kali Yuga          | 3805 – 3806             |
| Iransk kalender      | 82 – 83                 |
| Islamisk kalender    | 85 – 86                 |

Se også 704 (tal)

## Dødsfald
| År | Spire Denne artikel om et år, årti, århundrede eller årtusinde er en spire som bør udbygges. Du er velkommen til at hjælpe Wikipedia ved at udvide den. |